# Гомеобокс
Гомеобокс (англ. homeobox) — последовательность ДНК, обнаруженная в генах, вовлечённых в регуляцию развития у животных, грибов и растений. Эти гены кодируют факторы транскрипции, которые, как правило, переключают каскады других генов. Гомеобокс состоит приблизительно из 180 пар нуклеотидов и кодирует белковый домен длиной в 60 аминокислот (гомеодомен), который может связывать ДНК.
Гены, которые содержат гомеобокс, образуют отдельное семейство. Наиболее изученными и наиболее консервативными из них являются Hox-гены, которые контролируют сегментацию во время развития.
Содержащие гомеобокс гены были независимо открыты в 1983 году группой Вальтера Геринга в университете Базеля, Швейцария, и Мэтью Скоттом и Эми Вейнером, которые работали с Томасом Кофманом в университете Индианы, Блумингтон.

## Гомеодомен
Гомеодомен содержит структуру «спираль-поворот-спираль» (англ. helix-turn-helix), в которой три α-спирали соединены короткими неспиральными участками. Две более короткие α-спирали, расположенные ближе к N-концу, антипараллельны, а третья α-спираль, более длинная и расположенная ближе к С-концу, примерно перпендикулярна осям двух первых; именно она непосредственно связывается с ДНК.
Гомеодомен связывается с ДНК специфическим образом. Однако специфичности одного гомеодомена, как правило, не хватает для распознавания целевого гена. Обычно белки, содержащие гомеодомен, действуют в промоторной области целевых генов в комплексе с другими факторами транскрипции, часто также белками, содержащими гомеодомен. Такие комплексы, как правило, имеют намного более высокую специфичность по сравнению с белком, имеющим единственный гомеодомен.

## Hox-гены
Молекулярные данные свидетельствуют о том, что некоторое число Hox-генов есть даже у Cnidaria; возможно, они уже были у общих предков книдарий и истинных билатеральных животных. Таким образом, данные гены появились до начала палеозоя.
Hox-гены являются абсолютно необходимыми для развития многоклеточных, они определяют регионы развития эмбриона вдоль передне-задней оси. У амфибии Xenopus Эдди Робетисом с соавторами в 1984 году был выделен первый Hox-ген позвоночного (см. Carrasco, McGinnis, Gehring and De Robertis, Cell 37, 409—414, 1984).
У позвоночных четыре кластера паралогов частично отличаются по функциям, в частности, HoxA и HoxD определяют развитие по оси конечности.
Основной интерес к этим генам происходит из-за их уникального поведения. Эти гены обычно располагаются группами, линейный порядок генов внутри кластера соответствует времени или месту работы гена в развитии. Данное явление называют коллинеарностью. Изменения в генах в составе кластера приводят к сходным изменениям в соответствующих районах действия последующих генов. Примерами таких генов являются гены Antennapedia и bithorax у дрозофилы.

## Разнообразие
Гены, содержащие гомеобокс, были впервые найдены у дрозофилы, и затем обнаружены у многих других видов, от насекомых до рептилий и млекопитающих, а также грибов, дрожжей и растений. У растений хорошо изучена группа генов knottex homeobox (knox), которые, как и гены, содержащие гомеобокс у животных, являются транскрипционными факторами, регулирующими развитие.

### У растений
Хорошо изученные гомеозисные гены растений MADs-гены не гомологичны генам Hox у животных. Они не содержат гомеобокса, а содержат другую, негомологичную ему последовательность из 168—180 пар оснований — MADS-box. Как и гомеобокс, MADS-box кодирует соответствующий белковый домен, отвечающий за связывание с ДНК. Растения и млекопитающие не имеют одинаковых гомеозисных генов, что указывает, по-видимому, на то, что гомеозисные гены возникли независимо на ранних стадиях эволюции растений и животных.

### У человека
Гены человека, содержащие гомеобокс, подразделяют на четыре кластера, расположенные в разных хромосомах:
| Название                   | Хромосома    | Гены                                                                           |
| HOXA (иногда HOX1) - HOXA@ | хромосома 7  | HOXA1, HOXA2, HOXA3, HOXA4, HOXA5, HOXA6, HOXA7, HOXA9, HOXA10, HOXA11, HOXA13 |
| HOXB - HOXB@               | хромосома 17 | HOXB1, HOXB2, HOXB3, HOXB4, HOXB5, HOXB6, HOXB7, HOXB8, HOXB9, HOXB13          |
| HOXC - HOXC@               | хромосома 12 | HOXC4, HOXC5, HOXC6, HOXC8, HOXC9, HOXC10, HOXC11, HOXC12, HOXC13              |
| HOXD - HOXD@               | хромосома 2  | HOXD1, HOXD3, HOXD4, HOXD8, HOXC9, HOXD10, HOXD11, HOXD12, HOXD13              |

Также существует семейство генов, содержащих парный гомеобокс (PAX).

## Мутации
Мутации генов, содержащих гомеобокс, могут иметь значительные видимые фенотипические проявления.
Два примера мутаций, затрагивающих гены, имеющие гомеобокс, у дрозофилы — это появление конечностей вместо антенн (antennapedia) и появление второй пары крыльев.
Дупликации генов, содержащих гомеобокс, может вызывать образование новых сегментов тела, таким образом, такие дупликации имеют значение в эволюции сегментированных животных.

## Регуляция
Регуляция Hox-генов очень сложная и включает в себя реципрокные взаимодействия, в основном ингибиторные. У дрозофилы известны две группы генов белки группы Polycomb и Trithorax. Комплексы, поддерживающие экспрессию генов Hox, работают в течение развития личинки после понижающей регуляции генов pair-rule и gap. Белки группы Polycomb могут подавлять HOX-гены путём изменения структуры хроматина.
Между Hox-генами расположены участки ДНК, прежде считавшиеся бессмысленными. C них считываются короткие молекулы регуляторных РНК. Некоторые из них усиливают или ослабляют экспрессию самих Hox-генов, некоторые косвенно влияют на работу других транскрипционных факторов. В экспериментах показано, что эти микроРНК могут регулировать как соседний, так и отдалённый Hox-ген.